# Gamabuo
Gamabuo – wieś w Botswanie w dystrykcie Central. Według spisu ludności z 2011 roku wieś liczyła 744 mieszkańców.